# 吉居大和
吉居 大和（よしい やまと、2002年2月14日 - ）は、愛知県田原市出身の陸上競技選手。専門は長距離走。仙台育英学園高等学校・中央大学法学部法律学科卒業、現在はトヨタ自動車陸上長距離部に所属。箱根駅伝の1区区間記録保持者。

## 経歴

### 中学・高校時代
地元の田原市立東部中学校に入学。その後、駅伝の強豪仙台育英学園高等学校に入学。2019年の高校3年時、全国高等学校駅伝競走大会ではエース区間の1区を同学年の喜早駿介（後の東海大学→大東文化大学大学院）が走り区間6位、吉居は準エース区間の3区を走り区間8位だったが、12年ぶり8回目の優勝に貢献し、またこの年、仙台育英高校は男女アベック優勝を果たした。

### 中央大学時代
高校卒業後の2020年4月に中央大学法学部法律学科へ進学し、中央大学陸上競技部・長距離ブロックに所属。

#### 大学1年次
12月4日に長居陸上競技場で開催された第104回日本陸上競技選手権5000mで、3位に入賞し、銅メダルを獲得した。13分25秒87のタイムで自己記録を更新、自らが持っていたU20日本記録の13分28秒31をさらに塗り替えた。
2021年1月の第97回箱根駅伝では、順天堂大学の三浦龍司と共にスーパールーキーと期待されていたが3区で1時間05分02秒の区間15位に沈み、順位も18位から上げられずに終わった。

#### 大学2年次
11月7日、9年ぶりの出場となった第53回全日本大学駅伝では1区に出走。27分05秒の区間新記録を叩き出すも、駒澤大学の佐藤条二にわずかながら及ばず秒差無しの区間2位。中央大学は6区終了時点で10位だったが、7区でシード圏内の8位に浮上。8区でも総合8位を守り切り、10年ぶりのシード権を獲得した。
2022年1月の第98回箱根駅伝では1区に出走。5.6kmで集団から抜け出して以降独走状態となる。終盤はややペースを落としたものの粘り切り、2007年に東海大学・佐藤悠基が記録した最古の区間記録（1時間01分06秒）を26秒上回る1時間00分40秒で区間新記録を樹立。中央大学は総合6位（往路6位・復路8位）に入り、全日本大学駅伝と同じく10年ぶりにシード権を獲得した。

#### 大学3年次
10月10日、9年ぶりの出場となった第34回出雲駅伝では1区に出走し、序盤からハイペースで突っ込むと3km以降は独走状態に。終盤はペースを落としたが、区間記録にあと2秒と迫る22分32秒の好タイムで区間賞を獲得。中央大学は総合3位で11年ぶりの表彰台入りを果たした。
11月6日の第54回全日本大学駅伝は帯状疱疹の影響で出場を見送る予定であったが、本番前日に体調が回復し6区への出走が決定。襷を受けた段階ではシード圏外の9位ながらも3人抜きで6位に浮上させ、37分01秒のタイムで区間新記録を樹立した。中央大学は7位で2年連続となるシード権を獲得。
2023年1月の第99回箱根駅伝では、各校のエースが集う2区に出走。駒澤大学・田澤廉、青山学院大学・近藤幸太郎らを抑え区間賞を獲得し（1時間06分22秒）、中央大学の総合2位（往路2位・復路2位）に貢献。また、吉居は三大駅伝全てで区間賞を獲得する活躍を見せた。

#### 大学4年次
11月5日の第55回全日本大学駅伝では3区に出走し、5位で襷を受ける。しかし中盤からペースが上がらず、2つ順位を下げ7位に後退。吉居自身も区間11位と振るわなかった（中央大学は3分49秒差の4位）。
28年ぶりの総合優勝を目指した2024年1月の第100回箱根駅伝では、各校のエースが集う2区に出走したが、大会直前の体調不良による影響で、2つ順位を上げたものの（19位→17位）区間15位と振るわなかった。
2024年4月1日付けでトヨタ自動車陸上長距離部に入部した旨を同部公式ブログで発表した。

## 人物・エピソード
- 両親は元トヨタ自動車のランナーで、弟2人も陸上をしている。双子の弟・吉居大耀は中京大学、2学年下の弟・吉居駿恭は吉居と同じく中央大学。
- 高校時代には弟・駿恭と共にチームを2019年全国高等学校駅伝競走大会優勝（2時間01分32秒）へと導いた。
- 青山学院大学のエースである近藤幸太郎とは同郷（愛知県）でTTランナーズというクラブチームに所属していた先輩・後輩である（近藤が1学年上）。
- 大学卒業後も競技を継続し、トヨタ自動車に就職した。

## 戦績・記録
| 年   | 大会                                           | 種目   | 順位 | 記録       | 備考            |
| ---- | ---------------------------------------------- | ------ | ---- | ---------- | --------------- |
| 2014 | 東三河地区通信陸上競技大会                     | 1500m  | 2位  | 4分35秒63  |                 |
| 2014 | 愛知県通信陸上競技大会                         | 1500m  | 7位  | 4分36秒19  |                 |
| 2015 | 東三河地区通信陸上競技大会                     | 1500m  | 4位  | 4分20秒28  |                 |
| 2015 | 東三河地区通信陸上競技大会                     | 3000m  | 2位  | 9分11秒83  |                 |
| 2015 | 愛知県ジュニアオリンピック                     | 1500m  | 6位  | 4分16秒08  |                 |
| 2016 | 東三河地区通信陸上競技大会                     | 1500m  | 2位  | 4分10秒51  |                 |
| 2016 | 東三河地区総合体育大会                         | 3000m  | 1位  | 9分07秒84  |                 |
| 2016 | 全日本中学校陸上競技選手権大会                 | 3000m  | 5位  | 8分56秒94  |                 |
| 2016 | 全日本中学校陸上競技選手権大会                 | 1500m  | 6位  | 4分09秒21  |                 |
| 2017 | 宮城県高校総体                                 | 1500m  | 4位  | 3分57秒78  |                 |
| 2018 | 東北高校総体                                   | 5000m  | 5位  | 14分18秒69 |                 |
| 2019 | 東北高校総体                                   | 5000m  | 2位  | 14分31秒42 |                 |
| 2019 | 宮城県選手権                                   | 5000m  | 1位  | 13分55秒10 |                 |
| 2019 | 全国高校総体                                   | 5000m  | 3位  | 14分08秒12 | 日本人1位       |
| 2020 | 天皇賜盃・第89回日本学生陸上競技対校選手権大会 | 5000m  | 1位  | 13分40秒04 | 優勝            |
| 2020 | 第104回日本陸上競技選手権大会                  | 5000m  | 3位  | 13分25秒87 | U20日本記録更新 |
| 2025 | 第109回日本陸上競技選手権大会                  | 10000m | 3位  | 27分36秒33 |                 |

### 大学三大駅伝
| 学年（年度）       | 出雲駅伝                   | 全日本大学駅伝                             | 箱根駅伝                                       |
| ------------------ | -------------------------- | ------------------------------------------ | ---------------------------------------------- |
| 1年生 （2020年度） | 第32回 ― - ― 大会中止      | 第52回 中央大学 不参加                     | 第97回 3区-区間15位 1時間05分02秒              |
| 2年生 （2021年度） | 第33回 中央大学 不参加     | 第53回 1区-区間2位 27分05秒 （区間新記録） | 第98回 1区-区間賞 1時間00分40秒 （区間新記録） |
| 3年生 （2022年度） | 第34回 1区-区間賞 22分32秒 | 第54回 6区-区間賞 37分01秒 （区間新記録）  | 第99回 2区-区間賞 1時間06分22秒                |
| 4年生 （2023年度） | 第35回 ― - ― 出走無し      | 第55回 3区-区間11位 34分33秒               | 第100回 2区-区間15位 1時間08分04秒             |

### その他の駅伝戦績
| 年   | 大会                                         | 区間          | 区間順位 | 記録     | 備考       |
| ---- | -------------------------------------------- | ------------- | -------- | -------- | ---------- |
| 2017 | 第68回全国高等学校駅伝競走大会               | 2区（3.0km）  | 2位      | 8分17秒  |            |
| 2018 | 第69回全国高等学校駅伝競走大会               | 1区（10.0km） | 42位     | 31分53秒 |            |
| 2019 | 第24回天皇盃全国都道府県対抗男子駅伝競走大会 | 4区（5.0km）  | 16位     | 14分44秒 |            |
| 2019 | 第42回春の高校伊那駅伝                       | 4区（9.1km）  | 1位      | 27分49秒 |            |
| 2019 | 第55回東北高等学校駅伝競走大会               | 1区（10.0km） | 1位      | 29分25秒 |            |
| 2019 | 第70回全国高等学校駅伝競走大会               | 3区（8.1km）  | 8位      | 23分55秒 |            |
| 2020 | 第25回天皇盃全国都道府県対抗男子駅伝競走大会 | 1区（7.0km）  | 1位      | 19分46秒 | 区間新記録 |
| 2025 | 第69回全日本実業団対抗駅伝競走大会           | 1区（12.3km） | 12位     | 34分42秒 |            |
| 2025 | 第30回天皇盃全国都道府県対抗男子駅伝競走大会 | 3区（8.5km）  | 20位     | 24分12秒 |            |
| 2025 | 大阪・関西万博開催記念 ACN EXPO EKIDEN 2025  | 1区（8.9km）  | 1位      | 24分58秒 |            |

## 自己ベスト
| 種目           | 記録          | 年             | 大会                                             | 備考               |
| -------------- | ------------- | -------------- | ------------------------------------------------ | ------------------ |
| 1500m          | 3分39秒75     | 2024年5月11日  | 第68回中部実業団対抗陸上競技大会                 |                    |
| 3000m          | 7分57秒56     | 2023年2月26日  | Last Chance Indoor National Qualifier at BU 2023 |                    |
| 5000m          | 13分25秒87    | 2020年12月4日  | 第104回日本陸上競技選手権大会                    | U20日本歴代3位     |
| 10000m         | 27分36秒33    | 2025年4月12日  | 第109回日本陸上競技選手権大会                    |                    |
| ハーフマラソン | 1時間01分47秒 | 2020年10月17日 | 第97回箱根駅伝予選会                             | U20日本歴代4位タイ |